# Crocidolomia suffusalis
Crocidolomia suffusalis là một loài bướm đêm trong họ Crambidae.